# ラフチジン
ラフチジン（英: Lafutidine（INN））は、ヒスタミンH2受容体拮抗薬（H2ブロッカー）のひとつ。2012年12月に販売開始された

## 効能・効果
胃潰瘍、十二指腸潰瘍、吻合部潰瘍、逆流性食道炎。
下記疾患の胃粘膜病変（びらん、出血、発赤、浮腫）の改善。
急性胃炎、慢性胃炎の急性増悪期。
麻酔前投薬（成人の場合、ラフチジンとして1回10mgを手術前日就寝前及び手術当日麻酔導入2時間前の2回経口投与）

## 用法及び用量
成人にはラフチジンとして1回10mgを1日2回(朝食後、夕食後または就寝前)経口投与する。年齢・症状により増減する。

## 使用上の注意
- 透析患者では非透析時の最高血中濃度が健康人の約2倍に上昇する場合があるため、低用量から慎重に投与する[1]。

### 慎重投与
以下の場合には投与の慎重さが望まれる。
- 薬物過敏症の既往歴のある患者。
- 肝障害のある患者。 - 症状が悪化するおそれあり。
- 腎障害のある患者。 - 症状が悪化するおそれあり。
- 透析患者。 - 血中濃度の上昇が報告されている。
- 高齢者。

## 副作用
- ショック、アナフィラキシー様症状を起こす場合がある。
- 肝機能障害、黄疸：AST(GOT)、ALT(GPT)、γ-GTPの上昇等を伴う肝機能障害、黄疸があらわれることがある。
- 無顆粒球症、血小板減少：無顆粒球症(初期症状：咽頭痛、全身倦怠感、発熱等)、血小板減少があらわれることがある。